# 죽음의 지대
죽음의 지대(The Dead Zone, 데드 존)는 1979년 출판된 스티븐 킹의 SF (장르) 스릴러 소설이다. 이 이야기는 조니 스미스(Johnny Smith)가 거의 5년 동안의 혼수상태에서 깨어났으며 분명히 뇌 손상의 결과로 인해 접촉에 의해 촉발되는 투시력과 예지력을 경험하게 된 이후의 이야기이다. 일부 정보가 자신의 인식에서 차단되면 조니는 해당 정보가 영구적으로 손상된 뇌 부분, 즉 "죽음의 지대"에 갇혀 있다고 말한다. 이 소설은 또한 캐슬록의 연쇄 살인범과 떠오르는 정치인 그레그 스틸슨(Greg Stillson)의 삶을 따른다. 두 사람 모두 조니가 결국 직면하게 될 악이다.
초기 킹의 책이 성공했지만 죽음의 지대는 그의 소설 중 미국에서 올해의 베스트셀러 소설 10위 안에 드는 최초의 소설이었다. 이 책은 1980년 로커스상 후보에 올랐으며 킹의 아들 오언(Owen)에게 헌정되었다. 죽음의 지대는 킹이 쓴 첫 번째 이야기로, 이후 여러 이야기의 배경이 되고 다른 이야기에서도 참조되는 가상의 마을인 캐슬록을 다루고 있다. TV 시리즈 캐슬록 (TV 드라마)은 이 가상의 마을을 배경으로 하며 조니가 죽음의 지대에서 추적하는 데 도움을 준 스트랭글러(Strangler)를 언급한다.
죽음의 지대는 킹의 일곱 번째 소설이자 자신의 이름으로 쓴 다섯 번째 소설이다. 이 책은 1983년 영화와 TV 시리즈로 만들어졌다.